# Dijalekt
Dijalekt (grč. διάλεκτος, dialektos) je naziv za govor određenog područja ili skupine ljudi. Dijalekt je hijerarhijski iznad razine govora određena mjesta, a ispod razine narječja, odnosno jezika. Jezikoslovna disciplina koja proučava dijalekte naziva se dijalektologija. Jezične zakonitosti konkretnih mjesnih govora, odnosno fonologija, morfologija, sintaksa, leksik i ostale jezične razine opisuju se terenskim istraživanjima. Na temelju opisa mjesnih govora dijalektolozi osmišljavaju podjelu dijalekata. Zbog različitih kriterija podjele, za jedan jezik ili narječje može postojati nekoliko podjela na dijalekte.
U stranoj literaturi pojam „dijalekt” koristi se u širem smislu tako da obuhvaća sve oblike jezika, uključujući i kodificirane idiome, primjerice standardni jezik. U hrvatskom se jezikoslovlju standardni jezik ne naziva dijalektom, nego samo govorni (vernakularni, narodni, nestandardni) oblici jezika.

## Narječja hrvatskog jezika
U hrvatskoj dijalektologiji naziv narječje koristi se za skupinu dijalekata. Hrvatska se narječja dijele na štokavsko, kajkavsko i čakavsko, a unutar njih razlikujemo dijalekte, koje uglavnom dijelimo prema refleksu jata: ikavski, ekavski, jekavski, ikavsko-ekavski.

## Čakavskidijalekti:
| Willem Vermeer (1982.) | Dalibor Brozović (1988.) | Josip Lisac (2009.) | Iva Lukežić (2012.) |
| --- | --- | --- | --- |
| Kriterij podjele: akcentuacija - sjeverozapadni čakavski - istarski - sjevernoistarski - srednjeistarski - neistarski - kastavski - creski - novljanski - srednjočakavski - jugoistočni čakavski Napomena: Willem Vermeer koristi terminologiju na engleskom jeziku. | Kriterij podjele: refleksi jata - buzetski ili gornjomiranski - jugozapadni istarski - sjevernočakavski - srednječakavski - južnočakavski - lastovski | Kriteriji podjele: akcentuacija i konsonantizam - buzetski - jugozapadni istarski - sjevernočakavski - srednjočakavski - južnočakavski - lastovska oaza Napomena: Podjela uvelike odgovara podjeli Dalibora Brozovića. | Kriteriji podjele: akcentuacija i refleksi jata - sjevernočakavski - buzetski - ekavski - ikavski - ikavsko-ekavski - srednjočakavski ikavsko-ekavski - južnočakavski ikavski - jugozapadni istarski |

## Kajkavskidijalekti:
| Aleksandar Belić (1927.)                                                                                         | Stjepan Ivšić (1936.) | Dalibor Brozović (1988.) | Mijo Lončarić (1996.) | Iva Lukežić (2012.) |
| --- | --- | --- | --- | --- |
| Kriterij podjele: konsonantizam - istočni - sjeverozapadni - jugozapadni Napomena: Zastarjela teoretska podjela. | Kriterij podjele: akcentuacija - Konzervativni govori - zagorsko-međimurski - donjosutlansko-žumberački - Revolucionarni govori - križevačko-podravski - turopoljsko-posavski Napomena: Stjepan Ivšić nije istražio kajkavske govore Gorskog kotara i ne uključuje ih u svoju podjelu. | Kriteriji podjele: akcentuacija i konsonantizam - zagorsko-međimurski - turopoljsko-posavski - križevačko-podravski - prigorski - donjosutlanski - goranski | Kriteriji podjele: akcentuacija i vokalizam - plješivičkoprigorski - samoborski - gornjosutlanski - bednjansko-zagorski - varaždinsko-ludbreški - međimurski - podravski - sjevernomoslavački - glogovničko-bilogorski - gornjolonjski - donjolonjski - turopoljski - vukomeričko-pokupski - donjosutlanski - goranski | Kriteriji podjele: akcentuacija i vokalizam - Središnji dijalekti - zagorsko-međimurski - križevačko-podravski - turopoljsko-posavski - Rubni dijalekti - sutlanski - prigorski - gorskokotarski - zapadnoslavonski† Napomena: Zapadnoslavonski dijalekt nestao u migracijama nakon 15.st. |

## Štokavskidijalekti:
| Aleksandar Belić (1909.) | Pavle Ivić (1988.) | Josip Lisac (2003.) | Miloš Okuka (2008.) | Iva Lukežić (2012.) |
| --- | --- | --- | --- | --- |
| Kriterij podjele: refleksi jata - istočni, staroštokavštinaa - timočki - južnomoravski - zapadni, novoštokavština - istočni (ekavski) - kosovsko-resavski - šumadijski govori - južni (jekavski) - zetski - hercegovački govori - zapadni (ikavski) govori - čakavštinab - istočni (ikavski) - zapadni (ekavski) - južni (jekavski) - lastovski dijalekt Napomene: a) Aleksandar Belić smatra govore torlačkog narječja štokavskim govorima. b) Pitanje pripadnosti čakavskih dijalekata i status čakavskog narječja nije bilo riješeno do 1977. godine. | Kriteriji podjele: akcentuacija i refleksi jata - istočnohercegovački - zetsko-južnosandžački - istočnobosanski - šumadijsko-vojvođanski - smederevsko-vršački - kosovsko-resavski - prizrensko-južnomoravski - svrljiško-zaplanjski - timočko-lužnički - mlađi ikavski - slavonski Napomena: Pavle Ivić smatra govore torlačkog narječja štokavskim govorima. | Kriteriji podjele: akcentuacija, šćakavizam i refleksi jata - slavonski - zapadni - istočnobosanski - istočnohercegovačko-krajiški - zetsko-južnosandžački - šumadijsko-vojvođanski - kosovsko-resavski - vlahijska oaza | Kriteriji podjele: akcentuacija, šćakavizam, refleksi jata i etnicitet - Novoštokavski dijalekti - istočnohercegovačko-krajiški - šumadijsko-vojvođanski - Staroštokavski dijalekti - zetsko-raški - kosovsko-resavski - Srednjoštokavski dijalekti - prizrensko-južnomoravski - svrljiško-zaplanjski - timočko-lužnički - Hrvatski štokavski dijalekti - zapadnohercegovačko-primorski - slavonski - srednjobosanski Napomena: Miloš Okuka smatra govore torlačkog narječja štokavskim govorima. Ova podjela koristi etnicitet kao vanjezični kriterij podjele. | Kriteriji podjele: šćakavizam i refleksi jata - Predmigracijski dijalekti nastali prije 15. st. - slavonski - istočnobosanski - ikavski - južni jekavski - Dijalekti nastali tijekom i nakon migracija od 15. st. - (i)jekavski krajiški - (i)jekavski perojski - dubrovački Napomena: Iva Lukežić u svojoj podjeli štokavskih dijalekata ne uključuje istočnoštokavske dijalekte. |